# Diamblomera grisescens
Diamblomera grisescens är en stekelart som beskrevs av Günther Enderlein 1920. Diamblomera grisescens ingår i släktet Diamblomera och familjen bracksteklar. Inga underarter finns listade i Catalogue of Life.